# En salig man
En salig man är ett musikalbum av Svante Thuresson som gavs ut 1993. På skivan finns hitlåten Lita aldrig på en man, skriven av Peter LeMarc som även medverkar på sång. Några andra artister som medverkar är Anne-Lie Rydé, Rebecka Törnqvist och Gals & Pals.

## Låtlista
1. "En salig man" (Text: Marianne Flynner – musik: Gunnar Nordén) – 3:38
2. "En kvinna som du" (Text: Rebecka Törnqvist – musik: Rebecka Törnqvist, Pål Svenre) – 4:14
3. "Allt börjar nu" (Text: Vicki Benckert – musik: Vicki Benckert, Mats Asplén) – 4:40
4. "I din hand" (Text: Per Gessle, Åsa Nordin-Gessle – musik: Per Gessle) – 3:34
5. "En man för varje öppet hak" (Nisse Hellberg) – 3:20
6. "Jag vill bara sova" (Staffan Hellstrand) – 4:27
7. "Dom sömnlösas måne" (Peter LeMarc) – 3:32
8. "Gals & Pals A Cappela" (Dan Sundquist) – 0:48
9. "I min fantasi" (Text: Jane Larson – musik: Leif Larson) – 3:32
10. "Dina röda skor" (Lisa Ekdahl) – 3:10
11. "Igen" (Niklas Strömstedt) – 3:46
12. "Lita aldrig på en man" (Peter LeMarc) – 2:42
13. "Plocka ner en stjärna" (Dan Sundquist) – 3:44
14. "Allting står kvar" (Rebecka Törnqvist) – 3:08

Total tid: 45:35

## Medverkande
- Svante Thuresson — sång
- Magnus Persson — trummor, vibrafon, percussion
- Markus Wikström — bas
- Dan Sundquist — klaviatur, gitarr, clavinet, Rickenbacker, bas, percussion, synth, kör
- Erik Häusler — flöjt
- Henrik Janson — gitarr, dirigent
- Pål Svenre — elpiano, flygel
- Mattias Torell — gitarr
- David Wilczewski — tenorsaxofon, sopransaxofon, flöjt
- Mats Persson — percussion, trummor, kör
- Kristoffer Wallman — synth
- Johan Setterlind — trumpet
- Kjell Öhman — dragspel
- Lilling Palmeklint — kör
- Malin Bäckström — kör
- Malando Gassama — congas
- Reneé Martinez — congas
- Rune Gustafsson — gitarr
- Niklas Medin — orgel, flygel
- Anne-Lie Rydé — sång, kör
- Peter LeMarc — sång
- Rebecka Törnqvist — kör
- Blåssektion:
  - Fredrik Norén — trumpet
  - Peter Asplund — trumpet
  - Jan Kohlin — trumpet
  - Joakim Milder — tenorsaxofon
  - Johan Hörlén — tenorsaxofon
  - Sven Berggren — trombon
- Gals & Pals:
  - Lasse Bagge
  - Gillis Broman
  - Svante Thuresson
  - Kerstin Bagge
  - Monica Dominique
  - Pia Lang